# Göran Holmquist
Göran Holmquist, född 21 september 1938 i Hammar, Kristianstad, död 9 januari 2002 i Stockholm, var en svensk direktör.

## Karriär
Holmquist tog examen som civilingenjör från Kungliga Tekniska Högskolan år 1963. Han började sin yrkeskarriär vid Tuab och fortsatte sedan till IBM, där han avslutade som marknadschef år 1981. Mellan 1981 och 1985 var han chef för Asea Svenska Försäljning. Från 1985 till 1991 var han bosatt i Japan och arbetade som VD för det Japanbaserade handelshuset Gadelius, som ägdes av Asea. Därefter var han VD för Exportrådet mellan 1991 och 1995. Från 1994 var han styrelseledamot i ett antal bolag samt bedrev egen konsultverksamhet.

## Familj
Göran Holmquist var son till Ragnar och Astrid Holmquist och gift med Anna Holmquist (född Hedberg). Han hade tre söner: Håkan (född 1965), Henrik (född 1967) och Hans Gillior (född 1972).

## Eftermäle
Göran Holmquist stiftelse delar årligen ut ett antal stipendier till ”svenska medborgare för akademiska studier, utbildningspraktik och forskning i Japan".